# Bamboo Airways
Công ty Cổ phần Hàng không Tre Việt (tiếng Anh: Bamboo Airways Joint Stock Company), hoạt động dưới tên thương mại Bamboo Airways hay Hãng Hàng không Tre Việt, là một hãng hàng không Việt Nam được thành lập và từng được sở hữu bởi Tập đoàn FLC, có trụ sở chính tại Thành Phố Hồ Chí Minh (vào ngày 31/3/2024) và được đăng ký kinh doanh tại Bình Định. Công ty có vốn điều lệ ban đầu 700 tỷ đồng, sau đó được tập đoàn mẹ FLC tăng vốn điều lệ lên thành 7000 tỷ đồng vào tháng 5 năm 2020 và 10.500 tỷ đồng vào tháng 2/2021. Giữa năm 2023, hãng đã được tiếp quản bởi nhóm cổ đông đại diện cho nhà đầu tư mới là Công ty Him Lam, chính thức tách hoàn toàn ra khỏi FLC.và đây cũng là hãng hàng không lớn thứ 3 của Việt Nam chỉ sau Vietnam Airlines và Vietjet với quy mô đội bay nhỏ hơn 

## Lịch sử hoạt động

### Thành lập, khởi động và được cấp phép
Bamboo Airways được Chính phủ Việt Nam cho phép thành lập theo quyết định ngày 9/7/2018.
Ngày 27/7/2018, Cục hàng không Việt Nam đã thẩm định xong hồ sơ của Bamboo Airways để trình Bộ giao thông Vận tải cấp giấy phép kinh doanh vận tải hàng không.
Ngày 12/11/2018, Bộ Giao thông Vận tải đã cấp giấy phép bay cho Bamboo Airways.
Ngày 8/1/2019, Cục Hàng không Việt Nam chính thức trao chứng chỉ nhà khai thác bay (Aircraft Operator Certificate - AOC) cho Bamboo Airways, chính thức đưa hãng đi vào khai thác trên thị trường hàng không Việt Nam.

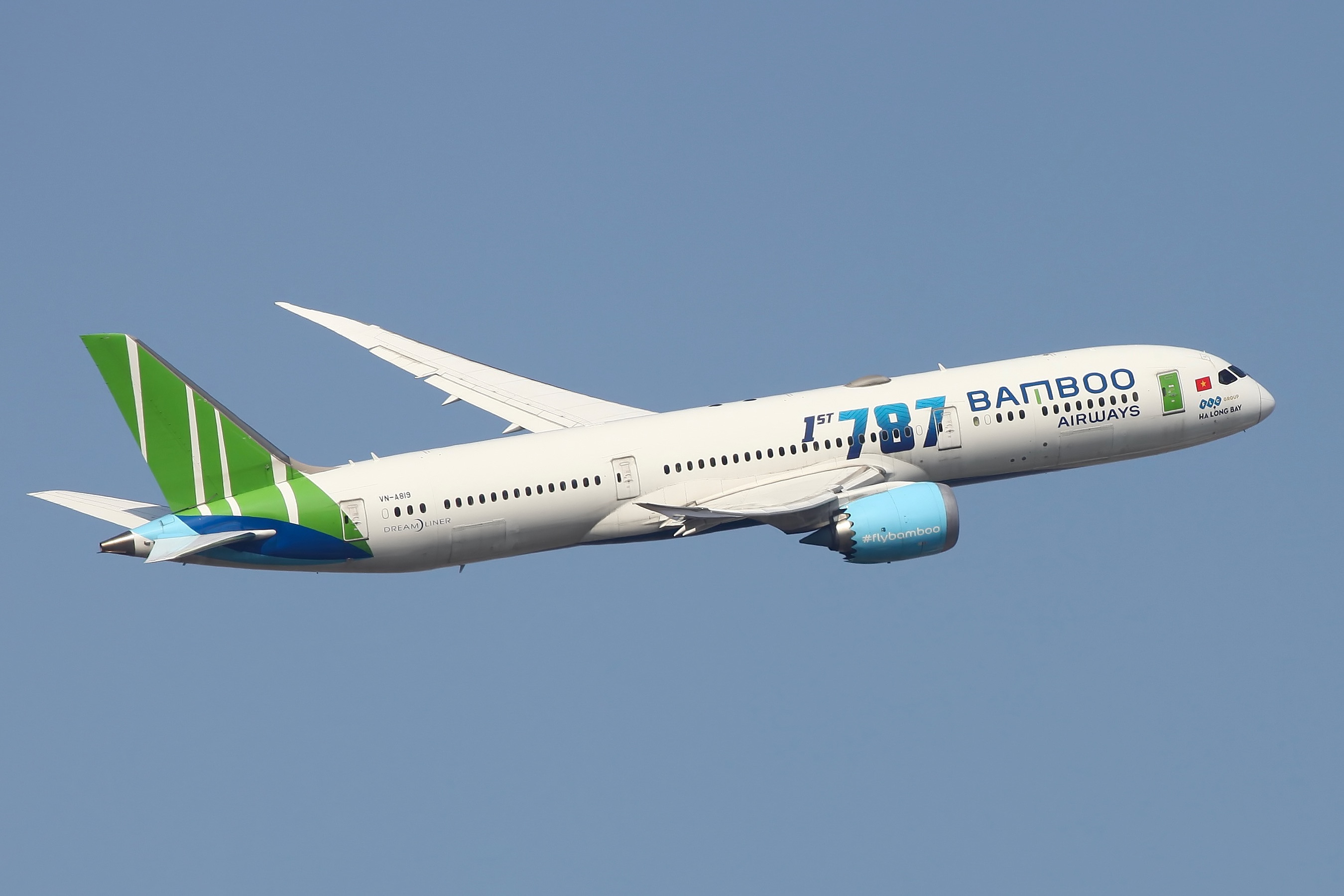
Chiếc Boeing 787-9 đầu tiên của hãng

### Xây dựng đội bay
Ngày 25/6/2018, FLC đã hoàn tất đàm phán và và thống nhất xong biên bản ghi nhớ (Memorandum of Understanding) sẽ mua 20 máy bay Boeing 787-9 Dreamliner. Trị giá hợp đồng là 5,6 tỷ USD. Thời gian bàn giao từ tháng 4/2020.
Hãng đã ký biên bản ghi nhớ với Airbus về việc đặt mua 24 chiếc tàu bay Airbus A321neo. Hãng sẽ bắt đầu hoạt động với máy bay thuê từ một bên thứ ba trước khi nhận tàu bay đặt mua từ Airbus.
Rạng sáng ngày 16/12/2018, chiếc máy bay đầu tiên của Bamboo Airways đã về đến tại cảng hàng không quốc tế Nội Bài. Đây là chiếc máy bay đầu tiên của Airbus với dòng máy bay Airbus A319 được Bamboo Airways thuê với thời hạn 48 tháng.
Ngày 9/12, tại Trung tâm bàn giao và sản xuất máy bay của Boeing tại bang South Carolina, Hoa Kỳ, Tập đoàn máy bay Boeing và Hãng hàng không Bamboo Airways tổ chức Sự kiện đón máy bay Boeing 787-9 Dreamliner đầu tiên về đội bay của Bamboo Airways.

Ngày 26/2/2019, FLC đã ký biên bản ghi nhớ (Memorandum of Understanding) với Boeing mua 10 máy bay Boeing 787-9 Dreamliner tại Phủ chủ tịch, dưới sự chứng kiến của Chủ tịch nước Nguyễn Phú Trọng và Tổng thống Mỹ Donald Trump trong dịp ông đến Việt Nam tham dự Hội nghị thượng đỉnh Triều Tiên-Hoa Kỳ.

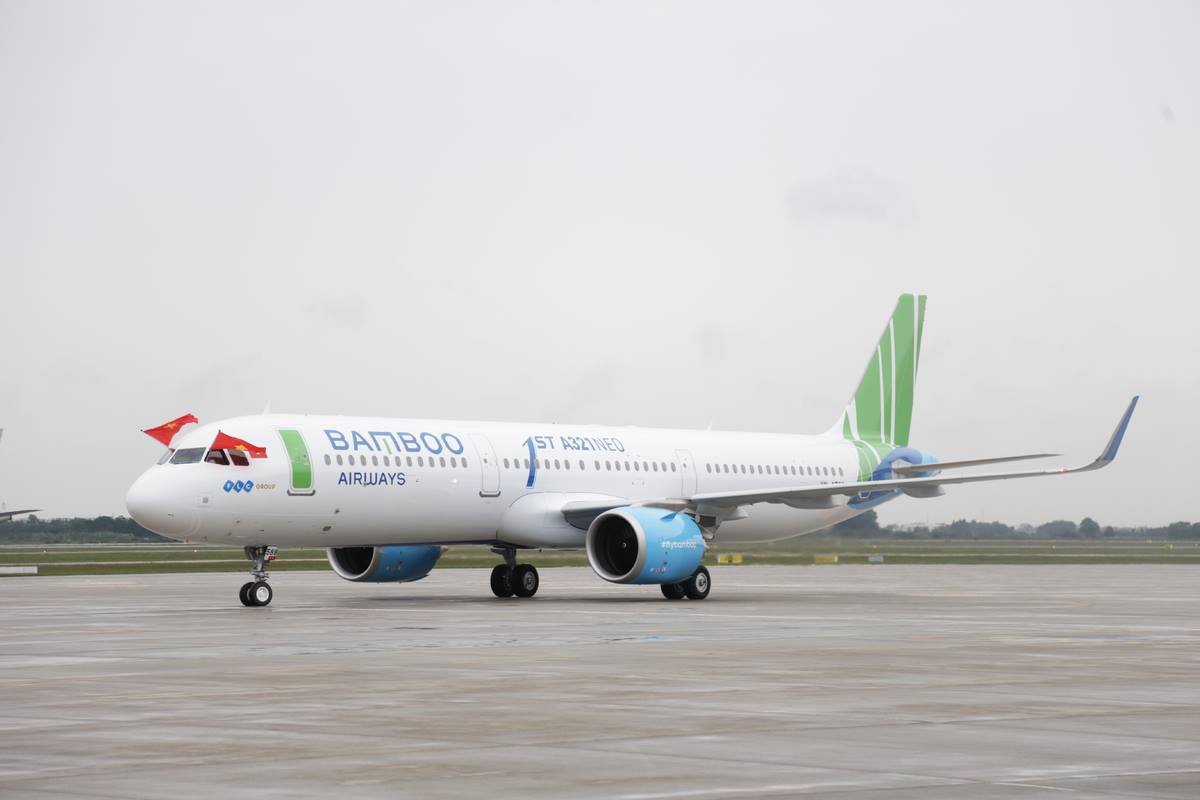
Máy bay Airbus A321neo đầu tiên của Bamboo Airways mang số đăng bạ VN-A588

### Các hoạt động đáng chú ý
Ngày 18/8/2018, hãng hàng không Bamboo Airways ra mắt, ông Đặng Tất Thắng đảm nhiệm chức vụ Tổng Giám đốc. Ông Đặng Tất Thắng sinh năm 1981, tốt nghiệp Thạc sỹ chuyên ngành Xây dựng và Quản lý Dự án tại Đại học Northumbria (Vương quốc Anh). Ông Đặng Tất Thắng có bề dày kinh nghiệm trong việc điều hành, quản lý nhiều lĩnh vực quan trọng của FLC và Bamboo Airways.
Năm 2019, Bamboo Airways đã khai thác 34 đường bay nội địa và quốc tế. Ngày 22/12/2019, Bamboo đón máy bay thân rộng Boeing 787-9 Dreamliner đầu tiên tại Cảng hàng không Quốc tế Nội Bài (Hà Nội), chính thức đưa Bamboo Airways trở thành hãng hàng không tư nhân đầu tiên khai thác máy bay thân rộng tại Việt Nam.
Năm 2020, hãng khai thác 28444 chuyến bay với tỉ lệ đúng giờ trung bình đạt 95,8% cao nhất ngành.
Hãng hàng không Bamboo Airways, dưới sự điều hành trực tiếp của ông Đặng Tất Thắng, đã trở thành một trong số ít hãng hàng không duy trì được sự tăng trưởng về nhiều mặt trong giai đoạn 2020 – 2021, dù chịu ảnh hưởng của các đợt dịch bùng phát quy mô lớn và thời gian giãn cách kéo dài.
Từ những ngày đầu thành lập, dưới sự lãnh đạo của ông Đặng Tất Thắng, Bamboo Airways đã đạt được nhiều thành tích lớn trong hoạt động khai thác, kinh doanh, cung cấp dịch vụ như: Đạt Chứng nhận đánh giá An toàn Khai thác IOSA của Hiệp hội Vận tải Hàng không Quốc tế (IATA) ngay trong năm đầu đi vào hoạt động;
Là hãng hàng không tư nhân đầu tiên khai thác chuỗi Phòng chờ thương gia tại các sân bay trọng điểm; Là hãng hàng không tư nhân đầu tiên khai thác máy bay thân rộng và phản lực khu vực; Triển khai nhiều đường bay thẳng đầu tiên trong lịch sử kết nối các địa điểm du lịch mới nổi như Côn Đảo, Rạch Giá, Điện Biên...;
Thiết lập định hướng dịch vụ hàng không 5 sao quốc tế đầu tiên tại Việt Nam; Có tỷ lệ bay đúng giờ cao nhất toàn ngành 3 năm liên tiếp cùng tỷ lệ an toàn bay đạt tuyệt đối 100%..., qua đó đóng góp mạnh mẽ vào công cuộc phát triển kinh tế - xã hội của các địa phương điểm đến, cũng như mang lại lợi ích tối đa cho hành khách và người dân.
Ngày 29/07/2022, ông Nguyễn Mạnh Quân được bổ nhiệm giữ chức vụ Tổng Giám đốc của hãng, ông là Tiến sĩ Kinh tế của Trường Đại học Giao thông Vận tải, đồng thời tốt nghiệp Cao cấp Lý luận chính trị của Học viện Chính trị – Hành chính quốc gia Hồ Chí Minh. Trước đó, ông có 30 năm công tác tại các Cơ quan, doanh nghiệp lớn của Việt Nam trong các lĩnh vực hàng không, dịch vụ, thương mại... như Bộ Thương mại, Tổng Công ty Hàng không Việt Nam, Công ty cổ phần dịch vụ hàng không Nội Bài, Công ty cổ phần hàng không Thiên Minh, Công ty Vinpearl,...
Ngày 13/8/2022 ông Nguyễn Ngọc Trọng được bầu làm chủ tịch HĐQT thay thế ông Trịnh Văn Quyết bị bắt tạm giam để điều tra hành vi "thao túng thị trường chứng khoán".
Ngày 3/10/2022, ông Đào Đức Vũ được bổ nhiệm làm phó tổng giám đốc kiêm giám đốc khối khai thác bay của Bamboo Airways.

### Ảnh hưởng từ bê bối thao túng chứng khoán của tập đoàn mẹ FLC
Ngày 10/1, ông Trịnh Văn Quyết đã bán 74,8 triệu cổ phiếu FLC nhưng không báo cáo, không công bố thông tin trước khi thực hiện giao dịch. Nó đưa đến việc ông bị khởi tố và bị bắt hôm 29-3 với cáo buộc thao túng và che giấu thông tin chứng khoán. ngày 31-3, ông Đặng Tất Thắng chính thức đảm nhiệm chức vụ chủ tịch hội đồng quản trị của cả hai doanh nghiệp là Tập đoàn FLC và Bamboo Airways.
Ngày 04/04/2022, Bộ Công an bắt tạm giam em gái ông Trịnh Văn Quyết, Trịnh Thị Minh Huế, cán bộ Ban Kế toán Tập đoàn FLC, với vai trò "đồng phạm" giúp sức Trịnh Văn Quyết thực hiện hành vi "thao túng thị trường chứng khoán".
Ngay lập tức sau khi các lệnh tạm giam và điều tra nhằm vào FLC được công bố, Cục Hàng không Việt Nam đã thông báo sẽ giám sát chặt chẽ hơn các hoạt động của Bamboo Airways với quan ngại rằng hoạt động khai thác của hãng có thể sẽ bị ảnh hưởng bởi các bê bối trên. Trong khi đó, Bamboo Airways cam kết sẽ thực hiện đầy đủ các nghĩa vụ với đối tác và khách hàng, đồng thời triển khai ngay các biện pháp nhằm tăng cường an toàn khai thác bay, giảm tối đa rủi ro và quán triệt mục tiêu từ lãnh đạo cấp cao đến nhân viên về việc duy trì hoạt động ổn định.

#### "Nhà đầu tư chiến lược" và tái cơ cấu
Giữa tâm bão sự việc các nhân sự chủ chốt của FLC vướng vào các vấn đề về pháp lý, Bamboo Airways xác nhận muốn tìm "nhà đầu tư chiến lược" để tiếp tục phát triển. Tính thới thời điểm tháng 8 năm 2022, với các chuyển động nhân sự đáng chú ý của hãng bao gồm sự rời đi của nhiều nhân vật chủ chốt đại diện cho Tập đoàn FLC, một "nhà đầu tư mới" được cho là đã cơ bản "thâu tóm" xong Bamboo Airways với sự xuất hiện của dàn nhân sự mới có mắt xích quan trọng với nhà đầu tư trên. Theo nguồn tin từ báo Tuổi Trẻ, "chủ mới" của Bamboo đang tiến hành tái cơ cấu hãng hàng không này, tách rời các hoạt động giữa hãng với FLC và hướng đến nắm quyền tại Bamboo Airways.
Trong một diễn biến đáng chú ý, ông Dương Công Minh, hiện là chủ tịch của Ngân hàng TMCP Sài Gòn Thương Tín (Sacombank) và Tập đoàn Him Lam, "đã nhận lời mời trở thành cố vấn cao cấp hội đồng quản trị của hãng". Văn phòng Bamboo Airways chi nhánh tại TP.HCM cũng đã chuyển địa điểm từ tòa nhà của FLC về tòa nhà của Tập đoàn Novaland.
Theo ghi nhận vào cuối năm 2022, mọi cái tên liên quan tới FLC Group đã không còn được đề cập trên trang chủ của Bamboo Airways, cũng như các sự kiện gần đây của Bamboo không còn nhắc đến cái tên FLC Group.
Theo báo cáo tài chính quý 3 năm 2022 của Tập đoàn FLC, FLC chỉ còn giữ hơn 21% cổ phần của Bamboo Airways và tất nhiên không còn là cổ đông chi phối của doanh nghiệp này.
Tháng 3 năm 2023, Bamboo Airways xác nhận là đã có nhóm đầu tư mới thay ông Trịnh Văn Quyết và FLC Group. Đồng thời, chiếc máy bay đầu tiên của Bamboo Airways không được sơn nhận dạng thương hiệu của Tập đoàn FLC đã xuất hiện tại Sân bay quốc tế Đào Viên Đài Loan và đã được bàn giao cho hãng vào ngày 15/03/2023.
Ngày 21/05/2023, trong một cuộc họp, HĐQT Bamboo Airways đã thông qua 1 nghị quyết bổ nhiệm ông Nguyễn Minh Hải làm Tổng Giám đốc mới của Công ty từ ngày 24/05, thay cho ông Nguyễn Mạnh Quân đã có đơn xin từ nhiệm chức vụ Tổng Giám đốc để lên HĐQT.
Đến tháng 6 năm 2023, Công ty Him Lam đã được hé lộ là "chủ mới" của Bamboo Airways, trong khi Tập đoàn FLC đang dần hoàn thành quá trình rút vốn khỏi hãng và bàn giao hãng lại cho phía Him Lam để thực hiện tái cơ cấu. Tuy vậy, hãng vẫn gặp khó khăn về tài chính và thậm chí còn có tin đồn rằng hãng đang phá sản, tuy vậy Bamboo Airways bác bỏ thông tin này và khẳng định hãng vẫn hoạt động bình thường. Thủ tướng Phạm Minh Chính đề nghị các bộ ngành tạo điều kiện và hỗ trợ cho hoạt động kinh doanh của Bamboo Airways, trong khi Sacombank công khai kế hoạch đầu tư vào Bamboo Airways với tư cách là tổ chức tín dụng có liên quan mật thiết đến quá trình tái cơ cấu của hãng.

## Đội bay

### Đội bay hiện tại
Tính đến tháng 05 năm 2025, Bamboo Airways đang khai thác đội tàu bay:
| Máy bay          | Đang hoạt động | Đặt hàng | Hành khách | Hành khách | Hành khách | Hành khách | Ghi chú |
| Máy bay          | Đang hoạt động | Đặt hàng | C          | W          | Y          | Tổng       | Ghi chú |
| ---------------- | -------------- | -------- | ---------- | ---------- | ---------- | ---------- | --- |
| Airbus A320-200  | 3              | —        | —          | —          | 180        | 180        | 1 chiếc thuê từ Royalair Philippines (RP-C9799) 1 chiếc thuê từ Mongolian Airways (JU-1410) 1 chiếc thuê từ Nordica (ES-NAB) |
| Airbus A320-200  | 1              | —        | 8          | —          | 162        | 170        | |
| Airbus A320neo   | 1              | —        | 8          | —          | 168        | 176        | VN-A596 mang sticker Fly Green                                                                                               |
| Airbus A321neo   | 4              | —        | 8          | —          | 184        | 192        | |
| Boeing 737-900ER | 1              | —        | —          | —          | unknown    | unknown    | Thuê ướt từ BBN Airlines |
| Tổng cộng        | 10             | 0        |            |            |            |            | |

Độ tuổi trung bình của đội bay tính đến tháng 11 năm 2024 là 12.2 năm. Do quá trình tái cơ cấu, hãng đã dừng khai thác 3 chiếc Boeings 787-9, 5 chiếc A320ceo, 5 chiếc A320neo, 6 chiếc A321neo và toàn bộ chiếc Embraer E190. Số tàu bay này đã được trả lại cho các bên cho thuê, được lưu kho tại Trung Quốc, Đài Loan, Indonesia, Philippines, Malaysia, Hà Nội và TPHCM.

## Tuyến bay

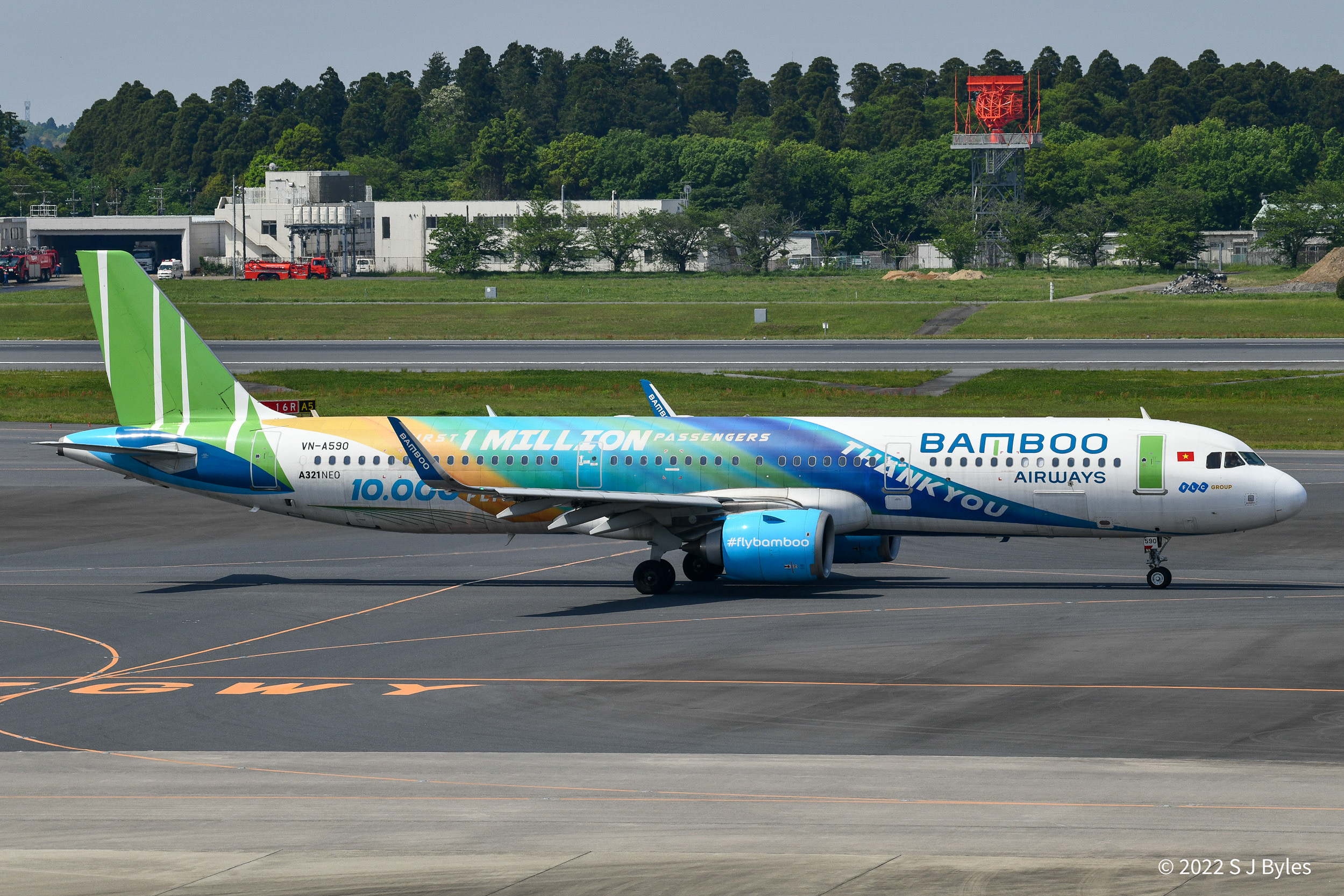
Chiếc Airbus A321neo mang màu sơn Thank you First 1 million passengers and 10.000 Flights

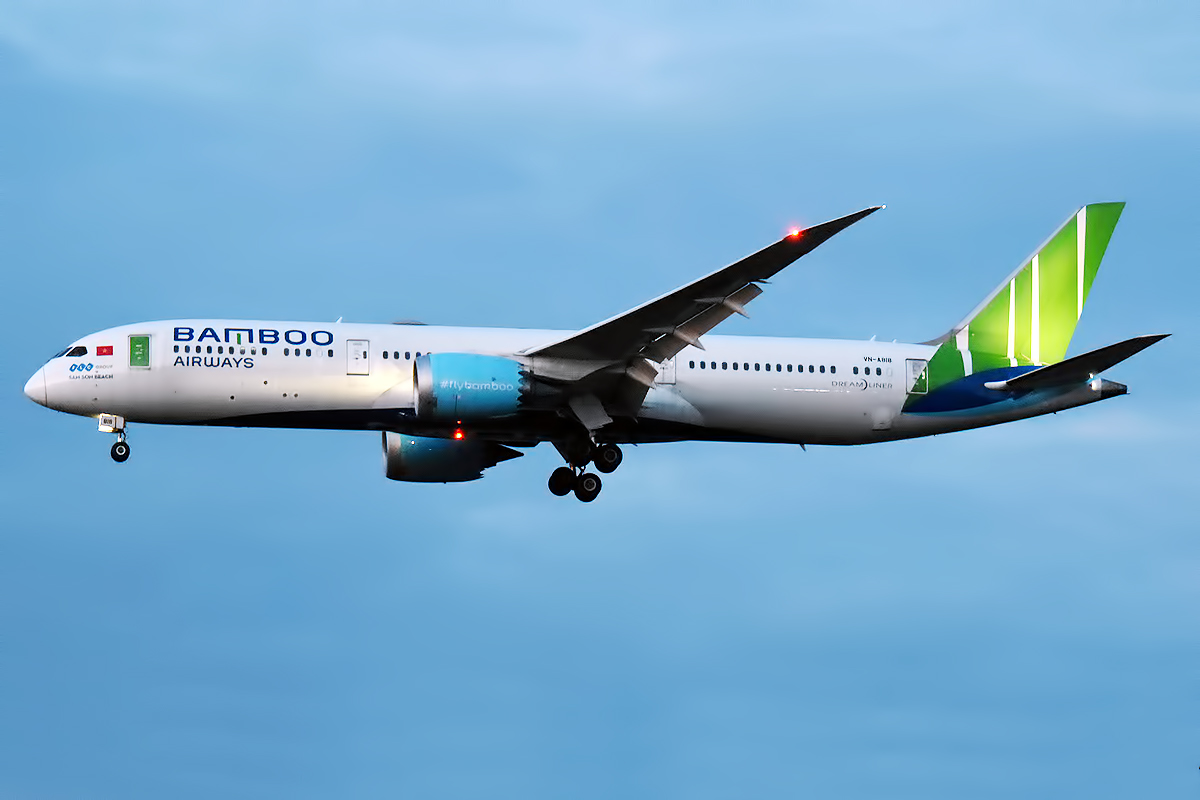
Chiếc Boeing 787-9 mang tên Sam Son Beach

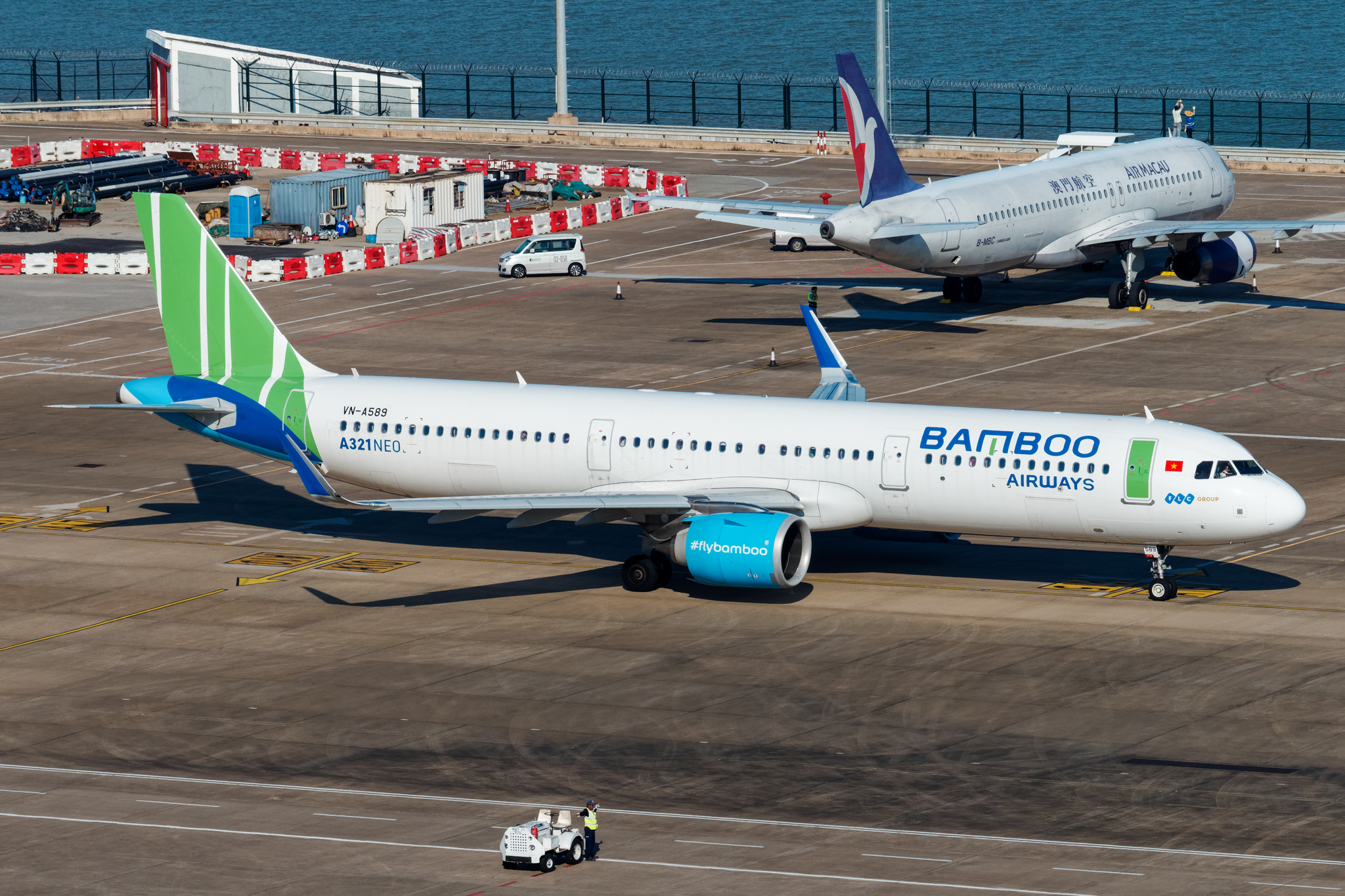
Một chiếc A321neo của hãng tại Macau

Bamboo Airways có kế hoạch phục vụ những đường bay trong nước đến các tỉnh thành có sân bay của Việt Nam và đang triển khai các đường bay quốc tế từ Việt Nam đi Thái Lan, Hàn Quốc, Pháp, Đức.
Hãng bắt đầu bán vé từ 12h trưa 12/01/2019. Tính đến tháng 12 năm 2023, hãng khai thác khoảng 18 đường bay nội địa và  quốc tế bao gồm các chuyến bay thuê chuyến (charter).
|  | Sân bay căn cứ (Hub)                                   |
|  | Điểm đến theo mùa (Seasonal)                           |
|  | Điểm đến trong tương lai (Future)                      |
|  | Điểm đến quan trọng (Focus City)                       |
|  | Điểm đến chỉ có trong chuyến bay thuê chuyến (Charter) |

| Thành phố             | Quốc gia Tỉnh/Thành   | Mã IATA | Sân bay                            | Khởi hành từ                                                                        |
| --------------------- | --------------------- | ------- | ---------------------------------- | ----------------------------------------------------------------------------------- |
| Bangkok               | Bangkok               | DMK     | Sân bay quốc tế Don Mueang         | Tp.Hồ Chí Minh                                                                      |
| Cao Hùng              | Đài Loan              | KHH     | Sân bay quốc tế Cao Hùng           | Đà Nẵng, Phú Quốc                                                                   |
| Đà Lạt                | Lâm Đồng              | DLI     | Sân bay Liên Khương                | Hà Nội, Tp.Hồ Chí Minh                                                              |
| Đà Nẵng               | Đà Nẵng               | DAD     | Sân bay quốc tế Đà Nẵng            | Hà Nội, Tp.Hồ Chí Minh Theo mùa: Cao Hùng, Đài Bắc–Đào Viên, Đài Trung, Muan        |
| Đài Bắc               | Đài Loan              | TPE     | Sân bay quốc tế Đào Viên Đài Loan  | Đà Nẵng, Nha Trang, Phú Quốc                                                        |
| Đài Trung             | Đài Loan              | RMQ     | Sân bay Đài Trung                  | Đà Nẵng                                                                             |
| Hà Nội                | Hà Nội                | HAN     | Sân bay quốc tế Nội Bài            | Đà Lạt, Đà Nẵng, Lệ Giang, Nha Trang, Quy Nhơn, Tp.Hồ Chí Minh                      |
| Hải Phòng             | Hải Phòng             | HPH     | Sân bay Quốc tế Cát Bi             | Tp.Hồ Chí Minh                                                                      |
| Lệ Giang              | Vân Nam               | LJG     | Sân bay quốc tế Tam Nghĩa Lệ Giang | Hà Nội                                                                              |
| Muan                  | Hàn Quốc              | MWX     | Sân bay quốc tế Muan               | Đà Nẵng, Nha Trang                                                                  |
| Nha Trang             | Khánh Hòa             | CXR     | Sân bay quốc tế Cam Ranh           | Hà Nội, Tp.Hồ Chí Minh Theo mùa: Đài Bắc–Đào Viên, Macao, Muan                      |
| Phú Quốc              | Kiên Giang            | PQC     | Sân bay quốc tế Phú Quốc           | Tp.Hồ Chí Minh Theo mùa: Cao Hùng, Đài Bắc–Đào Viên                                 |
| Quy Nhơn              | Bình Định             | UIH     | Sân bay Phù Cát                    | Hà Nội, Tp.Hồ Chí Minh                                                              |
| Thanh Hóa             | Thanh Hóa             | THD     | Sân bay Thọ Xuân                   | Tp.Hồ Chí Minh (Khai thác 16/1/2025)                                                |
| Thành phố Hồ Chí Minh | Thành phố Hồ Chí Minh | SGN     | Sân bay quốc tế Tân Sơn Nhất       | Bangkok–Don Mueang, Đà Nẵng, Hà Nội, Hải Phòng, Phú Quốc, Quy Nhơn, Thanh Hóa, Vinh |
| Vinh                  | Nghệ An               | VII     | Sân bay Vinh                       | Tp.Hồ Chí Minh                                                                      |

1. ^  Tên tỉnh thành để sử dụng trong trường hợp các điểm đến của Việt Nam do tại quốc gia này thường nói điểm đến là các thành phố trực thuộc tỉnh. Các điểm đến có nền màu xanh là trung tâm hoạt động của hãng.

## Tai nạn và sự cố trong khai thác
- Ngày 3/5/2021, chuyến bay 1063 của Bamboo Airways khởi hành từ Sân bay quốc tế Đà Nẵng khi đang hạ cánh đã va phải chim khiến máy bay phải tạm dừng khai thác để khắc phục lỗi kĩ thuật. Sự cố trên đã dẫn đến việc hãng buộc phải trực tiếp huỷ các chuyến bay sử dụng máy bay này để khai thác.
- Ngày 2/11/2021, chuyến bay 1621 của Bamboo Airways có hành trình Hà Nội - Phú Quốc dự kiến khởi hành lúc 7h. Trong quá trình kéo đẩy máy bay A321neo ACF (số đăng bạ VN-A222) từ ô 15 ra đường lăn W1 để chuẩn bị cất cánh, cánh đuôi đã va phải buồng lái của máy bay A321neo (số đăng bạ VN-A590) cùng hãng đỗ gần đó. Sự cố khiến chiếc VN-A222 đi Phú Quốc bị móp nhẹ cánh đuôi, chiếc còn lại xây xước buồng lái, phải dừng khai thác để kiểm tra. Toàn bộ 138 hành khách và 7 thành viên tổ bay không ai bị thương. Hãng phải đổi sang máy bay A321neo (số đăng bạ VN-A588) để đưa khách đi Phú Quốc lúc 9h13 phút. Có mặt tại sân bay sau vụ va chạm, Cục trưởng Hàng không Việt Nam Đinh Việt Thắng cho biết qua đánh giá ban đầu, khi tổ chức kéo đẩy máy bay ra đường lăn, lái xe đã thực hiện sai quy trình. Cục đã yêu cầu đình chỉ những người liên quan để làm rõ nguyên nhân và lập tổ điều tra sự cố. Chiều cùng ngày, Cục Hàng không Việt Nam đã tạm đình chỉ công việc của kiểm soát viên không lưu, tổ lái máy bay, nhân viên chỉ huy kéo đẩy máy bay, nhân viên cảnh giới và hỗ trợ, lái xe kéo. Cục cũng thành lập tổ điều tra sự cố gồm các cán bộ trong lĩnh vực tiêu chuẩn an toàn bay, quản lý cảng, quản lý hoạt động bay, thanh tra hàng không.[37]
- Ngày 25/6/2022, chuyến bay 1422 khai thác bởi chiếc Airbus A320 (số đăng bạ VN-A583) có hành trình từ Liên Khương bay đến Nội Bài, khởi hành lúc 10h39. Sau khi máy bay cất cánh, đơn vị quản lý sân bay phát hiện một số mảnh cao su nghi bong ra từ lốp máy bay nằm lại trên đường băng. Ngay sau đó sân bay đã lập tức thông báo cho sân bay Nội Bài để phối hợp đón máy bay hạ cánh. Chuyến bay dự kiến hạ cánh tại Nội Bài lúc 12h13. Máy bay hạ cánh an toàn xuống đường băng 11R và không để lại sự cố nào. Quá trình kiểm tra trực quan cho thấy vỏ lốp máy bay chưa bị nổ nhưng đã có dấu hiệu sờn rách. Để đảm bảo an toàn, máy bay đã được xe kéo đẩy đưa vào bãi đỗ.[38]